# Swift (rapero)
Swift, también conocido como Swifty McVay (nacido Ondre Moore el 17 de marzo de 1976) es un rapero que forma parte del grupo de hip hop D12. Aceptó entrar en el grupo para reemplazar a Bugz, fallecido en 1999.En 2002 Swift fundó la productora musical Fyre Dapartament.

## Biografía
Desde su inicio con D12, Swift se ha hecho un miembro popular del grupo.Canta casi en todas las canciones, y casi siempre sus versos son los que inician la canción. Swifty empezó en la canción "Instigator" en el álbum Devil's Night ya que él hizo el coro y tiene 2 versos de los 5 que hay en esta.
Un día después de que una autorización fuera publicada para su detención, Swift miembro de D12 fue condenado el 20 de abril de 2006 a 93 días en la cárcel por violar términos de su libertad condicional en un caso que conducía borracho. Según autoridades, Swifty fue encontrado cerca de su casa en Novi, Míchigan, y escoltado por el policía a la corte donde el juez Mackenzie, que publicó la autorización de la detención, lo condenó a 93 días en la cárcel del condado de Oakland, con crédito de 10 días por tiempo que él pasó previamente en la cárcel para la misma ofensa. Swift faltó a su audiencia en la corte para atender al entierro del miembro del grupo Proof, su compañero, su amigo.
Swifty tuvo un cameo junto a otros miembros D12 en 2005 en la película The Longest Yard. Acreditaron el grupo como el “Convictos en el Baketball”.Swift fue el único miembro del grupo que tuvo una línea para hablar.

## Discografía

### Álbumes
- Underestimated Vol.1 (2008)
- Underestimated Vol.2 - Vengeance (2008)

### Mixtapes
- Forest Fyres (2006)

### Colaboraciones
- Paperchase (Swift, Eye Kyu, Bizarre & Da Ruckus)-(1998)
- We Don't Need You (Swift)-(2000)
- Serious (Swift, Eminem & Dogmatic)-(2003)
- Sammy da Bull (Proof featuring Nate Dogg & Swift)-(2005)
- Off to Tijuana (Hush featuring Eminem, Kuniva, & Swifty)-(2005)